# Papilio pericles
Papilio pericles ist ein Schmetterling aus der Familie der Ritterfalter (Papilionidae). Sein Verbreitungsgebiet ist auf Timor und anderen Kleinen Sundainseln beschränkt.

## Merkmale
Die Falter erreichen eine Flügelspannweite von 70 bis 90 Millimetern. Die Vorderflügel haben eine schwarze Grundfärbung, werden aber in der Basalregion und Diskalregion von einem hellblauen Bereich geprägt. Die Medianader ist schwarz hervorgehoben. Beim Diskoidalquerader befindet sich ein kleiner schwarzer Fleck. Die Submarginalregion ist aufgehellt. Im Bereich vom Innenwinkel befinden sich zahlreiche Duftschuppen. Die Hinterflügel sind schwarz und sind in der Basalregion und der Hälfte der Diskalregion von einem hellblauen Bereich geprägt. In der Submarginalregion befinden sich mehrere breite, blaue Bogenflecken, die Richtung Innenrand zunehmend verblassen. Der Außenrand ist stark gewellt und hat einen breiten Schwanzfortsatz. Die Region um den Körper ist mit grünen Schuppen bestäubt.
Die Unterseite der Vorderflügel hat kaum eine Gemeinsamkeit mit der Oberseite. Die Flügel sind braun und sind stark mit einzelnen, weißen Schuppen bestäubt. Am Innenrand der Diskalregion befindet sich ein hellbrauner Fleck. Das Dreieck Innenwinkel-Apex-Innenrand der Grenze Submarginalregion und Postdiskalregion-Innenwinkel ist deutlich heller als der Rest des Flügels. Alle Adern in diesem Bereich sind braun hervorgehoben. Die Unterseite der Hinterflügel ist dunkelbraun und ist stark mit einzelnen, weißen Schuppen bestäubt. Der Bereich vom Diskoidalquerader bis zum Innenrand von der Diskalregion ist deutlich heller als der Rest des Flügels. In der Submarginalregion befinden sich mehrere Augen, welche orange, schwarz, blau und hellbraun enthalten.
Der Körper ist dunkelbraun und weist grüne Schuppen am Thorax auf.
In der Flügelzeichnungen gibt es keine Geschlechtsunterschiede. Einzig mithilfe der Duftschuppen, die nur bei den Männchen vorkommen, kann man beide Geschlechter differenzieren.

### Ähnliche Arten
- Papilio lorquinianus
- Papilio peranthus
- Papilio ulysses